# 52e cérémonie des International Emmy Awards
La 52e cérémonie des International Emmys (ou 52nd International Emmy Awards), présentée par l'Académie Internationale des Arts et des Sciences de la Télévision (IATAS), honorera le meilleur de la programmation télévisuelle internationale en 2023. Les nominations devraient être annoncées à la mi-septembre 2024. Les lauréats seront annoncés lors d'une cérémonie de remise des prix le lundi 25 novembre 2024, au New York Hilton Midtown, à New York.
Le producteur de télévision David E. Kelley a été choisi par l'Académie pour recevoir le International Emmy Founders Award en 2024.

## Informations sur la cérémonie
Les nominations pour les 52e International Emmy Awards ont été annoncées le 19 septembre 2024 par l'Académie Internationale des Arts et des Sciences de la Télévision (IATAS). Il y a 56 nommés dans 14 catégories et 21 pays. Les nommés viennent de : Allemagne, Argentine, Australie, Belgique, Brésil, Chili, Colombie, Danemark, Espagne, France, Inde, Japon, Mexique, Pays-Bas, Pologne, Afrique du Sud, Corée du Sud, Singapour, Thaïlande, Turquie et Royaume-Uni. Tous ces programmes ont été diffusés entre le 1er janvier et le 31 décembre 2023; conformément à la période d'éligibilité5.

## Catégories
Les nommés ont été annoncés le 19 septembre 2024.
| Meilleure Série Dramatique | Meilleure Série Comique |                         |
| --- | --- | ----------------------- |
| - Les Gouttes de Dieu ( France) (Legend Pictures/Les Prod. Dynamic/22H22/Adline Entertain./France Télévisions/Hulu) - Profession : reporter ( Australie) (Werner Film Productions/ABC/eOne) - The Night Manager ( Inde) (Disney+ Hotstar/Banijay Asia/Ink Factory) - Iosi, el espía arrepentido ( Argentine) (Amazon MGM Studios) | - Daily Dose of Sunshine ( Corée du Sud) (Film Monster/Netflix) - Deadloch ( Australie) (Amazon MGM Studios) - División Palermo ( Argentine) (K&S Films/Netflix) - HPI ( France) (Itinéraire Prod./Septembre Prod./TF1/Pictanovo/Be-Films/RTBF)                                                                     |                         |
| Meilleur Acteur | Meilleure Actrice |                         |
| - Júlio Andrade dans Betinho - No Fio da Navalha ( Brésil) (Globoplay/AfroReggae Audiovisual/Formata Prod.) - Haluk Bilginer dans Şahsiyet ( Turquie) (Ay Yapım) - Laurent Lafitte dans Tapie ( France) (Unité/Netflix) - Timothy Spall dans The Sixth Commandment ( Royaume-Uni) (Wild Mercury Prod./True Vision)                | - Adriana Barraza dans El último vagón ( Mexique) (Woo Films/Netflix) - Sara Giraudeau dans Tout va bien ( France) Maui Entertain./Fédération Entertain.) - Jessica Hynes dans There She Goes ( Royaume-Uni) (Merman Television) - Chutimon Chuengcharoensukying dans Hunger ( Thaïlande) (Songsound Prod./Netflix) |                         |
| Meilleur Téléfilm ou Mini-série | Meilleure Télénovela |                         |
| - Anderson Spider Silva ( Brésil) (Pródigo Filmes/Paramount+) - Deaf Voice: Hotei no Shuwa Tsuyakushi ( Japon) (NHK) - Liebes Kind ( Allemagne) (Constantin Film AG/Netflix) - The Sixth Commandment ( Royaume-Uni) (Wild Mercury Prod./True Vision)                                                                              | - La Vengeance de Jana ( Espagne) (Bambu Producciones) - Salón de té La Moderna ( Espagne) (Boomerang TV) - Rigo ( Colombie) (Estudios RCN) - Safir ( Turquie) (ATV/NTC) |                         |
| Meilleur Programme Artistique | Meilleur Documentaire |                         |
| - Pianoforte ( Pologne) (Telemark Sp. z o.o.) - Robbie Williams ( Royaume-Uni) (RSA Films/Netflix) - Virgilio ( Argentine) (House of Chef/Astromax) - Who I Am Life ( Japon) (WOWOW Inc./Wood’s Office) | - The Billionaire, the Butler and the Boyfriend ( France) (Quadbox/Netflix) - Otto Baxter: Not a F**ing Horror Story ( Royaume-Uni) (Story Films/Archface Films/Sky Documentaries) - The Exiles ( Singapour) (Mediacorp Pte) - Transo ( Brésil) (FRM/Canal Futura/LateForCake)                                      |                         |
| Meilleure Série Courte | Meilleur Programme de Divertissement Non-Scénarisé |                         |
| - Kweens of the Queer Underground ( Australie) (Sydney Production Company/ABC/Create NSW) - La vida de nosotras ( Chili) (BTF Media/CNTV/TVN) - Punt de no Retorn ( Espagne) (TV3 Catalonia) - Kenshiro ni Yoroshiku ( Japon) (DMM.com LLC/So-ket corp.)                                                                          | - Die Brug ( Afrique du Sud) (Red Pepper Pictures/kykNET) - Me Caigo De Risa ( Mexique) (TelevisaUnivision) - Restaurant Misverstand ( Belgique) (Roses Are Blue/Red Arrow/VRT) - The Summit ( Australie) (Endemol Shine/Nine Network)                                                                              |                         |
| Meilleur Documentaire Sportif | Kids: Animations |                         |
| - Brawn: The Impossible Formula 1 Story ( Royaume-Uni) (North One Television) - Tan Cercas de la Nubes ( Mexique) (N+Docs/Éramos Tantos/Ruta 66 Cine/Filmadora/ViX) - Tour de France ( France) (Quadbox/Netflix) - WHO I AM Paralympic ( Afrique du Sud) (WOWOW Inc /Acrobat Film)                                                | - Acorda, Carlo! ( Brésil) (Copa Studio/Netflix) - Mystery Lane ( France) (HARI) - Sharkdog ( Singapour) (Nickelodeon/One Animation) - Tabby McTat ( Royaume-Uni) (Magic Light Pictures) |                         |
| Kids: Faits & Divertissement | Kids: Série Live-Action | Kids: Série Live-Action |
| - De Mensenbieb ( Pays-Bas) (Skyhigh TV) - La Vida Secreta de tu Mente ( Mexique) (Warner Bros. Discovery/Pictoline) - My Life: Eva’s Having a Ball ( Royaume-Uni) (Fresh Start Media) - The Takalani Sesame Big Feelings Special ( Afrique du Sud) (Sesame Workshop/Ochre Moving Pictures)                                       | - En af Drengene ( Danemark) (Apple Tree Productions) - Dodger ( Royaume-Uni) (BBC Studios Kids & Family Productions) - Escola de Quebrada ( Brésil) (Paramount+/Kondzilla) - Gong! My spectRacular Life ( Allemagne) (KiKA von ARD und ZDF/Eitelsonnenschein GmbH)                                                 |                         |